# Toxomerus minutus
Toxomerus minutus är en tvåvingeart som först beskrevs av Christian Rudolph Wilhelm Wiedemann 1830.  Toxomerus minutus ingår i släktet Toxomerus och familjen blomflugor. Inga underarter finns listade i Catalogue of Life.